# Rathinda
Rathinda is een geslacht van vlinders van de familie Lycaenidae.

## Soorten
- R. amor Fabricius, 1775
- R. himeros Fruhstorfer